# ماهی گورخری ایرانی
 ماهی گورخری ایرانی(نام علمی: Aphanius mento) ، نام یک گونه از سرده کپوردندان است.